# 헨리 헐

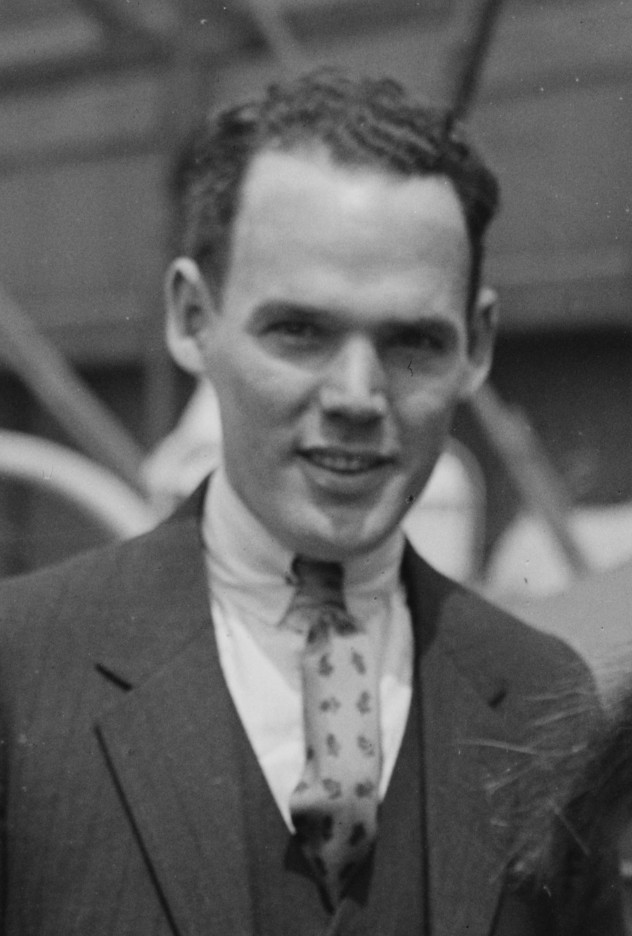

헨리 헐(Henry Hull, 1890년 10월 3일 ~ 1977년 3월 8일)은 미국의 배우, 영화배우이다.
루이빌에서 태어났으며 콘월주에서 사망하였다. 사인은 뇌졸중이다.

## 영화
- 체이스 (1966년)
- 보난자 (1959년)
- 프라우드 레벨 (1958년)
- 서스펜스 (1949년)
- 마천루 (1949년)
- 콜로라도 테리토리 (1949년)
- 스쿠다 후! 스쿠다 헤이! (1948년)
- 온 아워 메리 웨이 (1948년)
- 제니의 초상 (1948년)
- 전투 비행대 (1948년)
- 하이 바바리 (1947년)
- 모닝 비컴 일렉트라 (1947년)
- 오브젝티브 버마 (1945년)
- 구명 보트 (1944년)
- 하이 시에라 (1941년)
- 닉 카터, 마스터 디텍티브 (1939년)
- 스탠리 앤 리빙스톤 (1939년)
- 베이비 인 암스 (1939년)
- 무법자 제시 제임스 (1939년)
- 세 전우 (1938년)
- 그레이트 왈츠 (1938년)
- 소년의 거리 (1938년)
- 런던의 늑대인간 (1935년)